# CS-142
La CS-142 (Carretera Secundària 142) és una carretera de la Xarxa de Carreteres d'Andorra, que comunica l'encreuament amb la CS-600 i la CS-144, procedent de la Mare de Déu de Canòlich i Civís respectivament amb Fontaneda. També és anomenada Carretera de la Collada de la Gallina.
Segons la codificació de carreteres d'Andorra aquesta carretera correspon a una Carretera Secundària, és a dir, aquelles carreteres què comuniquen una Carretera General amb un poble o zona.
La carretera té en total 6,4 quilòmetres de recorregut.

## Història
Abans de 2007, la carretera CS-142 corresponia a la Carretera del Mas d'Alins. A partir de 2007 s'incorpora l'antiga CS-111, corresponent a la Carretera del Canòlich, entre Fontaneda i la Collada de la Gallina situada a la parròquia de Sant Julià de Lòria.

## Recorregut[3]
- Creuament entre CS-600 (Mare de Déu del Canòlich) i CS-144 (Fontaneda)
- Collada de la Gallina
- Fontaneda

| Tipus de Sortida | Direcció de la sortida                         | Carretera que hi enllaça |
| ---------------- | ---------------------------------------------- | ------------------------ |
| CS-142           | Mare de Déu de Canòlic                         | CS-600                   |
|                  | Civís (Catalunya), frontera Coll de la Gallina | CS-144                   |
|                  | Collada de la Gallina                          |                          |
|                  | Mas d'Alins                                    | CS-143                   |
|                  | Fontaneda                                      | CS-140                   |